# Claudon
Claudon és un municipi francès, situat al departament dels Vosges i a la regió del Gran Est. L'any 2007 tenia 214 habitants.

## Demografia

### Població
El 2007 la població de fet de Claudon era de 214 persones. Hi havia 108 famílies, de les quals 46 eren unipersonals (21 homes vivint sols i 25 dones vivint soles), 29 parelles sense fills, 25 parelles amb fills i 8 famílies monoparentals amb fills.
La població ha evolucionat segons el següent gràfic:
Habitants censats

### Habitatges
El 2007 hi havia 158 habitatges, 109 eren l'habitatge principal de la família, 42 eren segones residències i 7 estaven desocupats. 146 eren cases i 9 eren apartaments. Dels 109 habitatges principals, 86 estaven ocupats pels seus propietaris, 12 estaven llogats i ocupats pels llogaters i 10 estaven cedits a títol gratuït; 4 tenien dues cambres, 14 en tenien tres, 24 en tenien quatre i 67 en tenien cinc o més. 72 habitatges disposaven pel capbaix d'una plaça de pàrquing. A 46 habitatges hi havia un automòbil i a 45 n'hi havia dos o més.

### Piràmide de població
La piràmide de població per edats i sexe el 2009 era:
| Homes | Edats   | Dones |
| ----- | ------- | ----- |
| 0     | 95 o +  | 0     |
| 0     | 90 a 94 | 8     |
| 4     | 85 a 89 | 0     |
| 0     | 80 a 84 | 0     |
| 0     | 75 a 79 | 8     |
| 12    | 70 a 74 | 8     |
| 8     | 65 a 69 | 12    |
| 0     | 60 a 64 | 4     |
| 4     | 55 a 59 | 4     |
| 16    | 50 a 54 | 12    |
| 4     | 45 a 49 | 8     |
| 8     | 40 a 44 | 0     |
| 12    | 35 a 39 | 20    |
| 12    | 30 a 34 | 16    |
| 16    | 25 a 29 | 4     |
| 12    | 20 a 24 | 0     |
| 12    | 15 a 19 | 12    |
| 8     | 10 a 14 | 4     |
| 12    | 5 a 9   | 12    |
| 8     | 0 a 4   | 12    |

## Economia
El 2007 la població en edat de treballar era de 134 persones, 101 eren actives i 33 eren inactives. De les 101 persones actives 93 estaven ocupades (57 homes i 36 dones) i 8 estaven aturades (4 homes i 4 dones). De les 33 persones inactives 13 estaven jubilades, 8 estaven estudiant i 12 estaven classificades com a «altres inactius».

### Ingressos
El 2009 a Claudon hi havia 110 unitats fiscals que integraven 228 persones, la mediana anual d'ingressos fiscals per persona era de 15.144 €.

### Activitats econòmiques
Dels 6 establiments que hi havia el 2007, 3 eren d'empreses de construcció, 2 d'empreses de comerç i reparació d'automòbils i 1 d'una empresa de transport.
Dels 3 establiments de servei als particulars que hi havia el 2009, 1 era un paleta i 2 fusteries.
L'any 2000 a Claudon hi havia 19 explotacions agrícoles que ocupaven un total de 595 hectàrees.

## Poblacions més properes
El següent diagrama mostra les poblacions més properes.